# Idioma balti
El balti (en alfabeto árabe: بلتی; en tibetano: སྦལ་ཏིའི་སྐད་ sbal-ti-skad) es una lengua sino-tibetana hablada en Baltistán, en Gilgit–Baltistán (Pakistán) y en algunas partes de Ladakh. Baltistán, antes del año 1948, era parte de la provincia de Ladaj. Algunas de las consonantes silenciosas escritas en el idioma tibetano son pronunciadas en el balti.

## Introducción
A todos los residentes de Baltistán se les conoce como Baltis. La palabra balti aparece reflejada en las fuentes griegas como Byaltae,[cita requerida] que a su vez derivaría de la palabra tibetana bal-ti, que se puede traducir como 'garganta de agua'. Su historia, viene de Alejandro el Grande, que nombró a la región Byaltae en su libro. De hecho, Baltistán es una traducción de la palabra persa Baltiyul 'país de Balti'. La etnia balti habita en valles del Indo (en el oeste en el distrito de Kargil, en el este en Haramosh, y en el norte en las montañas de Karakoram y en la meseta de Deosai en el sur.  
El balti fue una lengua de prestigio durante la dinastía de Rmakpon (desde el siglo XII hasta 1840). Los baltis llegaron a invadir Ladaj y el Tíbet en el este y Gilgit y Chitral en el oeste.
La moderna población de Baltistán es heterogénea e incluye diversos grupos étnicos. Los tibetanos forman el grupo étnico principal en el área (60 % de la población). Fuera de Baltistán, hay algunas comunidades baltófonas en áreas rurales y urbanas de Pakistán.

## Distribución geográfica
Según la edición de Ethnologue en 2009, el balti probablemente se hable en Pakistán nororiental, en toda la región del Baltistán; se estima que en 1992 eran 270 000. A esto se le suma 38 800 hablantes (cerca de 0,4 millones en Baltistán y más de 0,1 millones en Pakistán y en el extranjero), todos ellos encuestados en 2001. Puede que haya hablantes en el estado indio de Jammu y Cachemira.
Ciertos lingüistas dicen que el purki y el suru-kartse entró lingüísticamente al grupo Balti-Ladaji. Aún no se sabe si hay baltófonos en el Tíbet y en China en general.

## Clasificación
Tournadre (2005) ha considerando al balti y al purki como lenguas basadas en la inteligencia mutua. Este grupo llamado ladaji–balti o arcaico-tibetano occidental, se opone a la Innovación de lenguas sino-tibetanas orientales, tal como Spiti Bhoti.

## Fonología

### Vocales
|         | Anterior  | Central   | Posterior |
| ------- | --------- | --------- | --------- |
| Cerrada | i i iː iː |           | u u uː uː |
| Media   | e e eː eː |           | o o oː oː |
| Abierta |           | a a aː aː |           |

- Principales alófonas: a se distribuye a la palabra inicial: api (api ˑ) -abuela. Por otra parte se hace ʌ: ažaŋ (aʒʌŋ) - tío materno, sahar (sʌhʌr) - Ciudad (derivado del urdú). Las vocales finales se hacen cortas : χo (χo ˑ) - amarga šaŋku (ʃʌŋku ˑ) - Lobo.

### Consonantes
|             |             | Bilabiales                            | Dentales | Alveolares/Retroflejas | Post-alveolar/Palatales               | Velares                               | Uvulares | Glotales |
| ----------- | ----------- | ------------------------------------- | -------- | ---------------------- | ------------------------------------- | ------------------------------------- | -------- | -------- |
| Oclusivas   | Sordas      | p p                                   | ṯ t̪      | t ʈ                    |                                       | k k                                   | q q      |          |
| Oclusivas   | Sonoras     | b b                                   | ḏ d̪      | d ɖ                    |                                       | g ɡ                                   |          |          |
| Oclusivas   | Aspiradas   | ph Archivo de audio "ʰ" no encontrado | ṯh t̪ʰ    | th ʈʰ                  |                                       | kh Archivo de audio "ʰ" no encontrado |          |          |
| Africadas   | Sordas      |                                       |          |                        | č t͡ʃ                                  |                                       |          |          |
| Africadas   | Sonoras     |                                       |          |                        | j d͡ʒ                                  |                                       |          |          |
| Africadas   | Aspiradas   |                                       |          |                        | čh Archivo de audio "ʰ" no encontrado |                                       |          |          |
| Fricativas  | Sordas      |                                       |          | s s                    | š ʃ                                   |                                       | χ χ      | h h      |
| Fricativas  | Sonoras     |                                       |          | z z                    | ž ʒ                                   |                                       | ʁ ʁ      |          |
| Nasales     | Nasales     | m m                                   |          | n n                    | ñ ɲ                                   | ŋ ŋ                                   |          |          |
| Laterales   | Laterales   |                                       |          | l l                    |                                       |                                       |          |          |
| Semivocales | Semivocales | w w                                   |          |                        | y j                                   |                                       |          |          |

- Alófonas: en posición intervocálica, ḏ se realiza con ð. Dos consonantes alófonas retroflejas d entre 2 vocales, es r  ɽ , y la š, y se convierte en ṣ' antes de consonante:  (ʂna ˑ) - oreja.
- El balti es una lengua sino-tibetana, lo que permite a los grupos de consonantes complejos que za ː ŋzbu - olla rḏumkhan - Pote' zgrums - historia byalchoŋs - animal salvaje čhaṯčhamḏo - acuerdo.

## Escritura
El balti anteriormente se escribía con el alfabeto tibetano, pero hoy ha sido reemplazado por el alfabeto árabe-persa por Mir Sham ud-Din Iraqi, cuando se introdujo el islam en Baltistán. El idioma hablado por la mayoría de la población de Baltistán se le llama balti, una lengua arcaica derivada del tibetano. Actualmente, el balti tiene muchas influencias del turco y del urdú, y ha sido afectado por la Literatura persa, pero en resultado de cuentas, el balti es una derivación del tibetano original.
El misionero, orientalista y lingüista Heinrich August Jäschke (1817–1883) clasificó al balti como un dialecto occidental del tibetano. En su Diccionario inglés-tibetano el define que el Bal es el más occidental de los distritos en donde se habla el tibetano. Otros expertos ven al balti como un dialecto del Tibetano y que no se aleja de él.
En 1985, Yousuf Hussainabadi añadió 4 nuevas letras al alfabeto tibetano] y 7 nuevas letras al alfabeto árabe-persa para adaptarlos acorde a las necesidades del balti. 2 de las 4 letras añadidas (del tibetano) se incluyen actualmente en el alfabeto tibetano Unicode. El alfabeto tibetano se usó en Baltistán luego del último cuarto del siglo XIV, cuando los baltis se convirtieron al islam. Cuando el alfabeto árabe-persa reemplazó al alfabeto tibetano, el alfabeto árabe-persa no tenía las 7 letras adicionales. La adición de las 7 nuevas letras del alfabeto árabe-persa completaron la escritura del balti.
Recientemente se añadió las otras 2 letras al alfabeto tibetano Unicode.
A diferencia de otros dialectos tibetanos, el balti es el único que actualmente no se escribe con el alfabeto tibetano. En el año 727, cuando el Rey Khri Lde-gTsug-Brtan conquistó Baltistán y lo anexó a su estado, el alfabeto tibetano se introdujo formalmente para libros religiosos e inscripciones de piedras.
Antes de la invasión de los tibetanos en el año 727, se hablaba el palola (con la escritura brahmi). Como todos los dialectos tibetanos, no se usaba el alfabeto árabe-persa para el balti (como ahora). Más adelante, en la época de la dinastía de Rmakpon subió a su punto culminante (en el siglo XVI), cuando se develó una fuerte relación política y cultural con los mogoles de la India, se usaba el alfabeto árabe-persa para el balti y sus otras lenguas oficiales. Con todo esto, el balti, incluyendo su escritura, se perdió su fuerte patrón. Los Dogris de Jammu conquistaron Baltistán en el año 1840 y lo anexaron a su estado. Desde que Pakistán tomó el control de la región (en el año 1948), se introdujeron palabras del urdu y de otros dialectos, incluyendo al balti. En tiempos modernos, el balti, no tenía nombres de vocabulario para las docenas de las nuevas invenciones, entonces, se introdujeron palabras del inglés y del urdu al balti.

## Evolución
El balti siempre ha tenido una desventaja. El alfabeto tibetano original se cambió a un alfabeto artificial basado en el alfabeto árabe-persa, el cual nunca correspondió a las letras y requerimientos del balti, y se perdió la escritura tibetana. Su literatura popular no está disponible en forma escrita, pero continua la transmisión oral. En lo contrario el balti ha sido muy prometedor en el sentido de la literatura en la categoría, la aptitud y la profundidad. A pesar de todas sus dificultades, el balti ha conservado muchas palabras honoríficas que caracterizan los dialectos tibetanos y muchos otros idiomas. La primera gramática balti fue escrito en la versión urdu por Ghulam Hassan Lobsang, un hito para el balti. A continuación se presentan algunos ejemplos:
| Clásico   | Honorífico        | Ladaji    | Significado    |
| --------- | ----------------- | --------- | -------------- |
| Ata       | Baba              | Aba       | padre          |
| kho       | kho               | -         | él             |
| gashay    | liakhmo           | liakhmo   | hermoso        |
| paynay    | khumul            | painay    | dinero         |
| bila      | Bila              | bilo      | gato           |
| su        | su                | sou       | quién          |
| Ano/Amo   | Zizi              | Ama       | madre          |
| Kaka      | Kacho             | Acho      | hermano mayor  |
| Bustring  | Zung              | Nama      | mujer/esposa   |
| Momo      | Jangmocho         | Ajang     | tío            |
| Nene      | Nenecho           | Ane       | tía            |
| Bu        | Bucho             | Tugu      | hijo           |
| Fru       | Nono              | Busa      | niño           |
| Apo       | Apocho            | Meme      | abuelo         |
| Api       | Apicho            | Abi       | abuela         |
| Ashe      | Ashcho            | Singmo    | hermana mayor  |
| Zo        | bjes              | Zo        | comer          |
| Thung     | bjes              | Thung     | beber          |
| Ong       | Shokhs            | Yong      | ven            |
| Song      | Shokhs            | Song      | vamos          |
| Zer       | Kasal-byung       | Zer       | habla/di       |
| Ngid tong | gZim tong         | Ngid tong | vamos a dormir |
| Lagpa     | Phyaq-laq/g       | Lagpa     | mano/brazo     |
| Khyang    | Yang/Yari-phyaqpo | Khyorang  | tú             |
| Kamo      | gzok-po           |           | pie/pierna     |

## Literatura
Aunque el balti se ha mantenido en condiciones adversas, ha demostrado ser un lenguaje muy fértil capaz de crear varios géneros de la literatura popular y clásica. No se encontró ninguna prosa excepto proverbios (en centenares) y algunas epopeyas y sagas, todo en la tradición oral. El resto de la literatura está en el verso. La literatura balti ha adoptado numerosas estilos de verso y vocablos del persa que amplifican la belleza y la melodía de su poesía.
Casi todas las lenguas y dialectos de la región montañosa en el norte de Pakistán, incluyendo el paşhto, el jowar y el șinā, pertenecen a los grupos lingüísticos indo-ario e iranio, pero el balti es la única lengua que pertenece al grupo tibeto-birmano, rama del grupo sino-tibetano. Como tal, no tiene nada en común con las lenguas vecinas, salvo algunas palabras prestadas absorbidos como resultado del contacto lingüístico. Aunque el balti está, por el momento, separado de sus lenguas hermanas de Ladaj, tienen un 80-90 % de los sustantivos, pronombres, verbos y otra de carácter literario y gramatical en común. 
El principal problema que enfrenta el desarrollo de la literatura balti es su secular aislamiento del Tíbet, a causa de las divisiones políticas y fuertes diferencias religiosas e incluso de su vecino inmediato Ladaj durante los últimos 50 años. Separado de sus parientes lingüísticos, el balti se encuentra bajo la presión de los idiomas más dominantes tales como el urdu. Esto se ve agravado por la falta de un medio adecuado para transcribir la lengua tras el abandono de la escritura original tibetana. Por el momento, ni los baltis tienen el conocimiento para revivir su guion original ni existe ninguna institución que pueda restaurarlo y persuadir a la gente a usarlo de nuevo. Y así el guion fuera revivido, necesitaría modificación para expresar ciertas palabras persas y urdus y fonemas que se producen en los préstamos comunes del balti.
La literatura balti está categorizada así:

Rgya-glu: Esto puede ser categorizado como un clásico en los versos populares de su significado o su profundidad. Contiene canciones románticas, elegías, consejos, quejas, acontecimientos históricos, y similares.
Rtse-glu: Se trata de un tipo de luz de la poesía cantada mientras se baila. En este tipo de canción, diferentes temas y acontecimientos de la vida, las familias y sus condiciones sociales o culturales, chistes, y similares, son la materia.
Yurmi-glu: Esta es una canción cantada por las mujeres durante el trabajo o en los campos. En estos temas, las mujeres recuerdan su infancia, el amor y el deseo de sus padres y la agradable o desagradable experiencia o sentimientos de su marido u otros familiares.
Ridagsi-glu: Estas son las canciones compuestas en alabanza de las cabras de montaña de todo tipo. Algunas canciones admiran la belleza de la vida silvestre, algunas representan la maternidad en estos animales para sus hijos y algunas de las poesías lamentan la extinción de cabras y ovejas.
Bar-glu: También se llama Deewan, esto puede ser descrito como la etapa medieval entre la Rgya-glu y la poesía moderna (glu). Este tipo de poesía también incluye experiencias generales románticas y otras.
Glu: Esto puede describir el mGul-glu, ya que sólo tiene sentimientos románticos y sabor.
Hamd: Esta es una forma de escribir versos en prosas de sus Dioses.
Qaseeda: Estos son versos en prosas de Mahoma y de los 12 imanes, y sus familiares están de acuerdo con el Islam chiita.
Marsia: Elegía Versed conmemora el martirio de Imam Hussain (el nieto de Mahoma, el tercer Imán) en Karbala, o en los imanes y similares.
Noha: Estos son versos que eligen cantar con ritmo mientras las plañideras (Shiaite) golpean el pecho. En esta categoría también se atribuye a los mártires de Karbala y otros miembros de la familia de Mahoma.
Bahr-e-Taweel: Estos versos son de un metro de largo y se componen de varias estrofas de 9 a 14 líneas. En esta poesía, en general, la mortalidad de la vida y otros temas similares se exploran de una manera mística.
Goshwara: Aquí, por lo general la dignidad y personalidades ilustres y hechos de Mahoma y los imanes son narrados.
Gacela: Estas son las odas de amor y romance exactamente en los principios del persa y del urdu Ghazal y Nazm.

Youq fangsay thalang paqzi na mandoq na mabour na
Na drolbi laming yani si soq fangse chi thobtook
Nasir Karmi

Sa-get-pi-glu: Estas son las canciones que practican los granjeros y agricultores en tiempos modernos.
Milli-naghma: Proviene del urdu Milli-naghmas.

## Vocabulario
Hasta el 90 % del vocabulario del balti y del ladaji, así como con el amdo y el kham (dialecto del noreste del Tíbet) ha adoptado palabras del árabe y del persa con el proceso de islamización.